# Popis nematerijalne svjetske baštine za hitnu zaštitu
Popis nematerijalne svjetske baštine za hitnu zaštitu čini UNESCO-ova nematerijalna svjetska baština za koju neke zajednice ili države članice smatraju kako su potrebne iznimne mjere kako bi ove opstale. Upisom na ovaj popis pokreće se internacionalna suradnja i pomoć kako bi države pokrenule odgovarajuće mjere zaštite. Od 2009. do 2012., UNESCO-ov savjet je upisao 31 baštinu na ovaj popis:

## B

### Bjelorusija(1)
- 2009. – Božićni običaj, Koledarski carevi

### Bocvana(1)
- 2012. - Umješnost lončarstva pokrajine Kgatleng (Kgatleng lončarija)

### Brazil(1)
- 2011. - Yaokwa, ritual održavanja društvenog i kozmičkog reda naroda Enawene Nawe

## F

### Francuska(1)
- 2009. - Paghjella, sekularna i liturgijska usmena tradicija s Korzike

## H

### Hrvatska(1)
- 2010. - Ojkanje

## I

### Indonezija(2)
- 2011. - Ples saman
- 2012. - Noken, višenamjenska pletena ili vezena korpa naroda s Papue

### Iran(2)
- 2011. - Naqqāli, iransko dramsko pripovijedanje*
- 2011. - Tradicionalne vještine izgradnje i jedrenja iranskim lendž brodovima u Perzijskom zaljevu*

## K

### Kenija(1)
- 2009. - Tradicije i običaji naroda Mijikenda u Kaya svetišta-šumama

### NR Kina(7)
- 2009. - Tradicionalna tehnika proizvodnje Li tkanina
- 2009. - Kineska tradicionalna lučna mostogradnja
- 2009. - Festival Qiang, kineska nova godina
- 2010. - Meshrep
- 2010. - Vodootporna tehnologija kineskih džunki
- 2010. - Kinesko tiskanje pomičnim drvenim slovima
- 2011. - Hezhen Yimakan pripovijedanje

### Kirgistan(1)
- 2012. - Ala-kiyiz i Shyrdak, umješnost proizvodnje kirgiških vezenih tepiha

## L

### Latvija(1)
- 2009. – Kulturni prostor Suiti*

## M

### Mali(2)
- 2009. - Sanké mon, ritualni ribolov naroda Sanké
- 2011. - Tajno društvo Kôrêdugaw, ritual mudrosti

### Mauretanija(1)
- 2011. - Maurski ep T’heydinn

### Mongolija(4)
- 2009. - Tradicionalna glazba Tsuur
- 2009. - Mongolski ep Mongol Tuuli
- 2009. - Tradicionalni narodni ples Mongol Biyelgee
- 2011. - Tehnika narodnog dugog pjevanja uz kružno disanje, Limbe

## P

### Peru(1)
- 2011. - Eshuva, pjevne molitve na jeziku Huachipairi naroda Harakmbet*

## U

### Ujedinjeni Arapski Emirati(1)
- 2011. - Al Sadu, tradicionalna tehnika tkanja*

### Uganda(1)
- 2011. - Bigwala, glazba tikvi i ples kraljevstva Busoga

## V

### Vijetnam(2)
- 2009. - Ca trù pjevanje
- 2011. - Xoan pjevanje u pokrajini Phú Thọ

## Vanjske poveznice
- UNESCO-ov reprezentativni popis nematerijalne svjetske baštine na popisu hitne zaštite